# ويلهلم مولر
ويلهلم مولر (بالألمانية: Wilhelm Müller-Wille) (و. 1906 – 1983 م) هو جغرافي، وأستاذ جامعي، من ألمانيا، ولد في أولدنبورغ، كان عضوًا في الأكاديمية الألمانية للعلوم ليوبولدينا، توفي في مونستر، عن عمر يناهز 77 عاماً.

## مناصب وهيئات
أدار جامعة مونستر.